# The Mark, Tom, and Travis Show (The Enema Strikes Back!)
"The Mark, Tom and Travis show" – inaczej znana pod nazwą "Enema Strikes Back" to czwarta w kolejności płyta zespołu Blink-182 i jedyna koncertowa w całej dyskografii. Płyta zawiera 20 kompozycji, z czego jedynie "Man Overboard" jest wersją studyjną.

## Lista utworów
1. "Dumpweed"
2. "Don't Leave Me"
3. "Aliens Exist"
4. "Family Reunion"
5. "Going Away to College"
6. "What's My Age Again?"
7. "Rich Lips"
8. "Blow Job"
9. "Untitled"
10. "Voyeur"
11. "Pathetic"
12. "Adam's Song"
13. "Peggy Sue"
14. "Wendy Clear"
15. "Carousel"
16. "All the Small Things"
17. "Mutt"
18. "The Country Song"
19. "Dammit"
20. "Man Overboard"